# Rolf Roggendorf

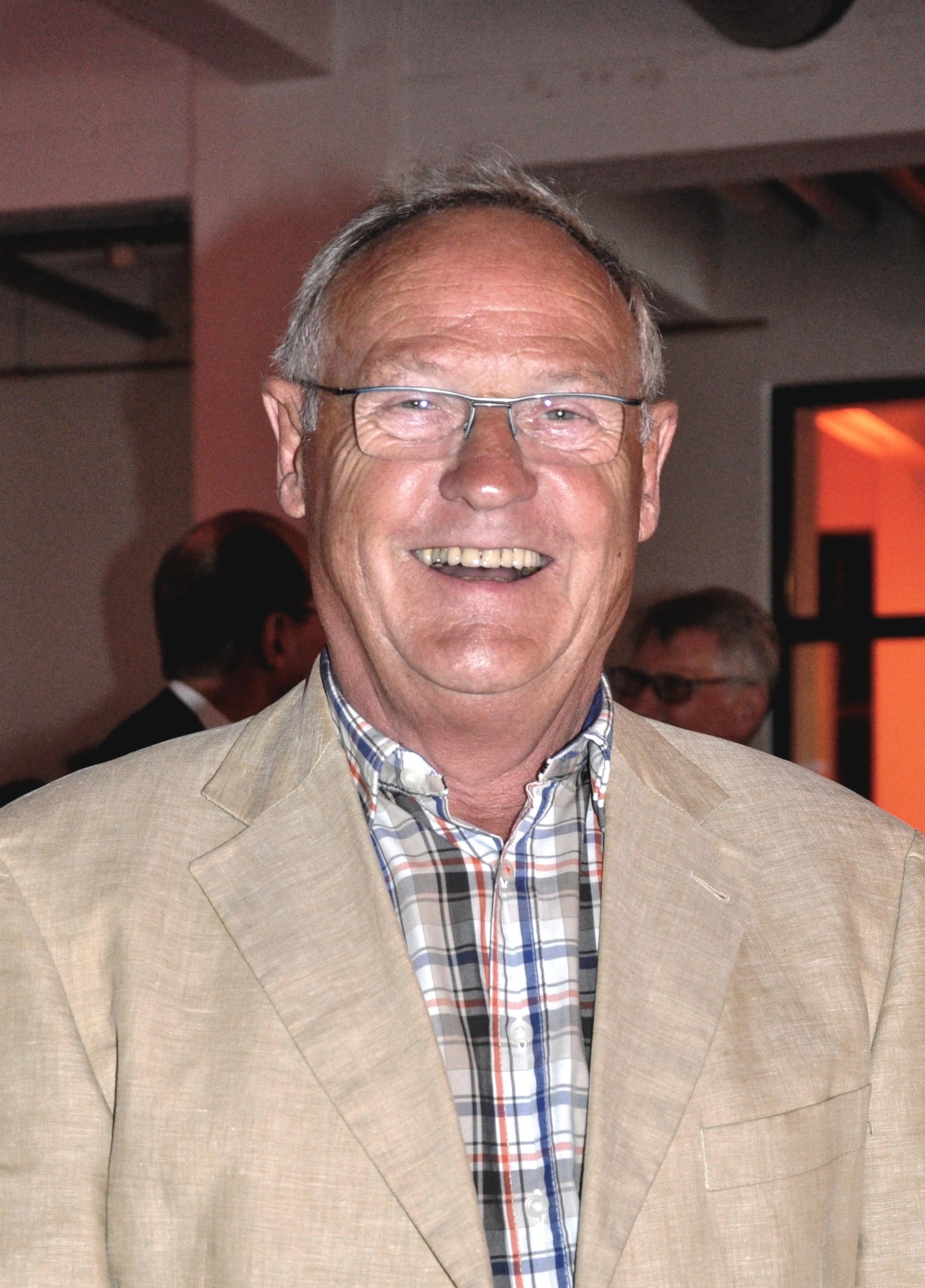
Rolf Roggendorf (2016)

Rolf Roggendorf (* 3. Mai 1939 in Köln) ist ein ehemaliger deutscher Bahnradsportler.
Als Amateur wurde Rolf Roggendorf 1958 Dritter der deutschen Meisterschaft im Zweier-Mannschaftsfahren, gemeinsam mit Manfred Donike, im Jahr darauf mit Hans-Peter Flock Zweiter der nationalen Meisterschaft im Tandemrennen. 1960 errang er gemeinsam mit August Rieke den deutschen Meistertitel im Tandem. Anschließend wurde Roggendorf Profi.
Als Berufsfahrer startete Roggendorf bei 85 Sechstagerennen. Ein Sieg gelang ihm nicht, jedoch belegte er mehrfach Podiumsplätze: 1960 wurde er mit Manfred Donike in Münster, 1962 mit Palle Lykke in Köln, 1964 mit Klemens Großimlinghaus in Münster und 1965 mit Rudi Altig in Bremen jeweils Zweiter. Zudem errang er weitere vordere Plätze bei nationalen Profi-Meisterschaften im Sprint, im Zweier-Mannschaftsfahren, im Omnium und im Steherrennen. 1968 wurde er gemeinsam mit dem Dänen Freddy Eugen Vize-Europameister im Madison.